# Monasterio de San Martín de Jubia
El monasterio de San Martín de Jubia (en gallego y oficialmente, San Martiño de Xuvia) fue un cenobio cisterciense en el municipio español de Narón, (provincia de La Coruña, Galicia). Los restos del monasterio, la iglesia parroquial y el edificio anexo de la casa rectoral fueron declarados en 1972 Bien de Interés Cultural con la categoría de monumento histórico-artístico.

## Edificio
Se trata de un edificio románico con añadidos del barroco gallego del XVIII. Una pequeña visita a la iglesia y dependencias monásticas puede mostrarnos una serie de datos alusivos al desarrollo constructivo continuo de este monasterio.
La actual planta basilical de la iglesia de O Couto, como le llaman los lugareños, de tres ábsides semicirculares, muestra un gusto francés que pudo llegar a Xuvia con los monjes cluniacenses a partir del año 1114. Sobre la nave central, tres escalones, dan paso a la capilla mayor, profusamente iluminada por tres hermosas ventanas, enmarcada en un gran arco de triunfo.
Dos arcos de medio punto conforman las dos capillas absidiales de la nave del evangelio. Una cubrición común de madera extiende su techumbre sobre las tres naves.
La puerta es única, no existe otra semejante en ninguna iglesia románica conocida[cita requerida]. Carece de tímpano, porque el original se rompió y fue luego reutilizado como base de una ventana en las dependencias monásticas. Muy sencilla, la puerta se arma sobre dos arquivoltas coronadas por un arco decorativo de cuadrados y semicírculos rebajados en la piedra (tacos y billetes). Muestra un rigor cisterciense que pudo llegar a finales del siglo XII.

## Galería

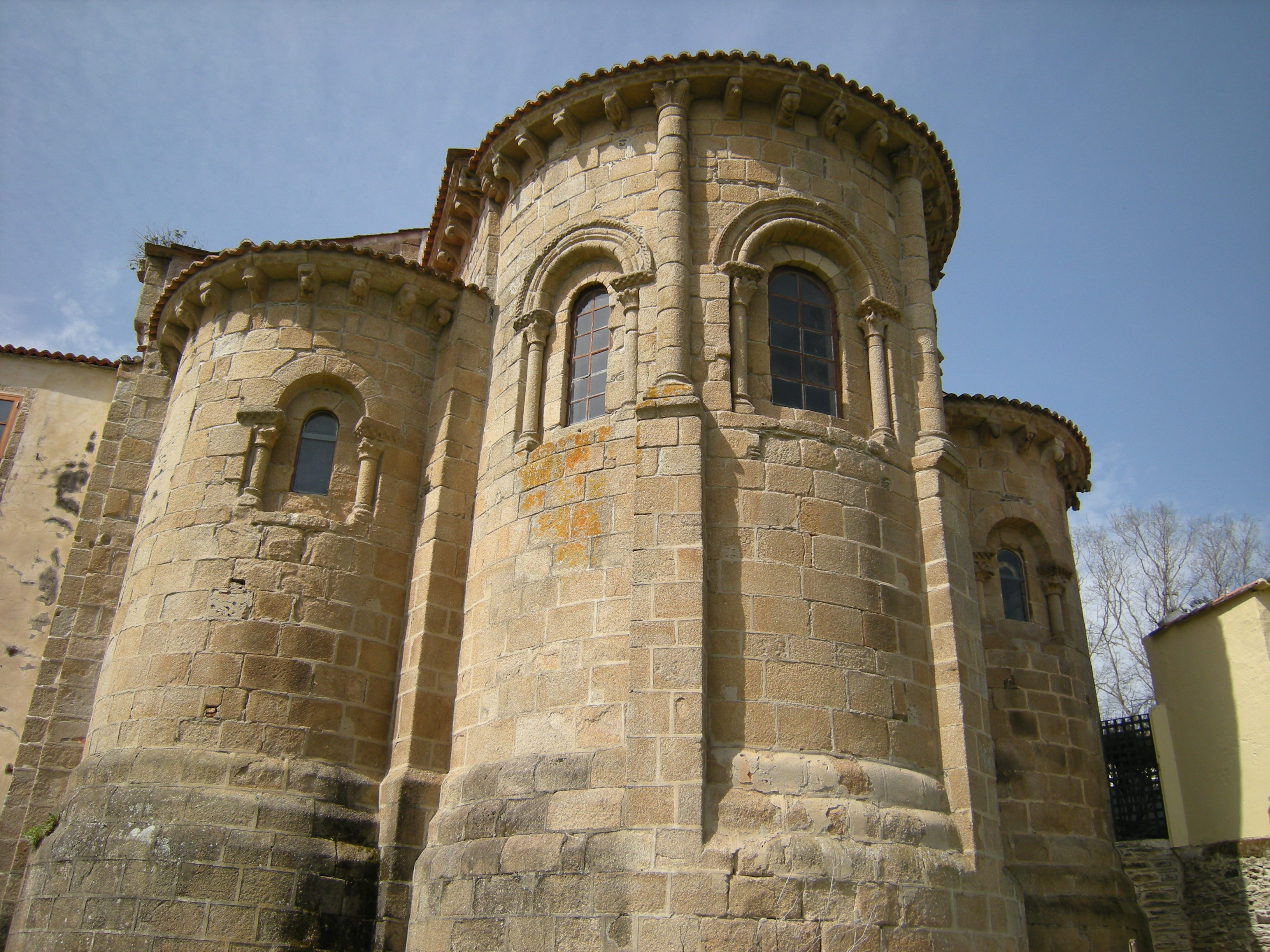
Ábside.
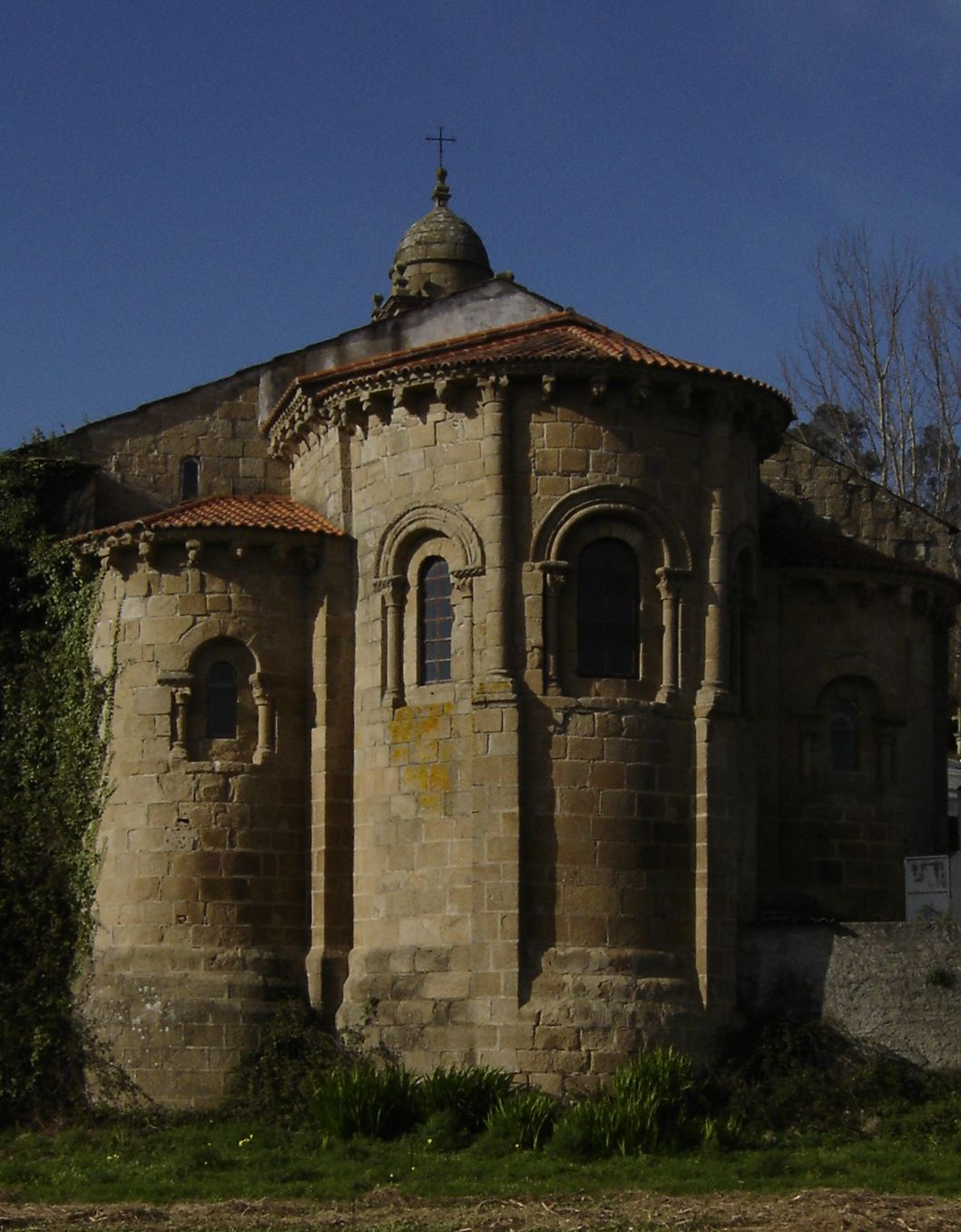
Ábside.
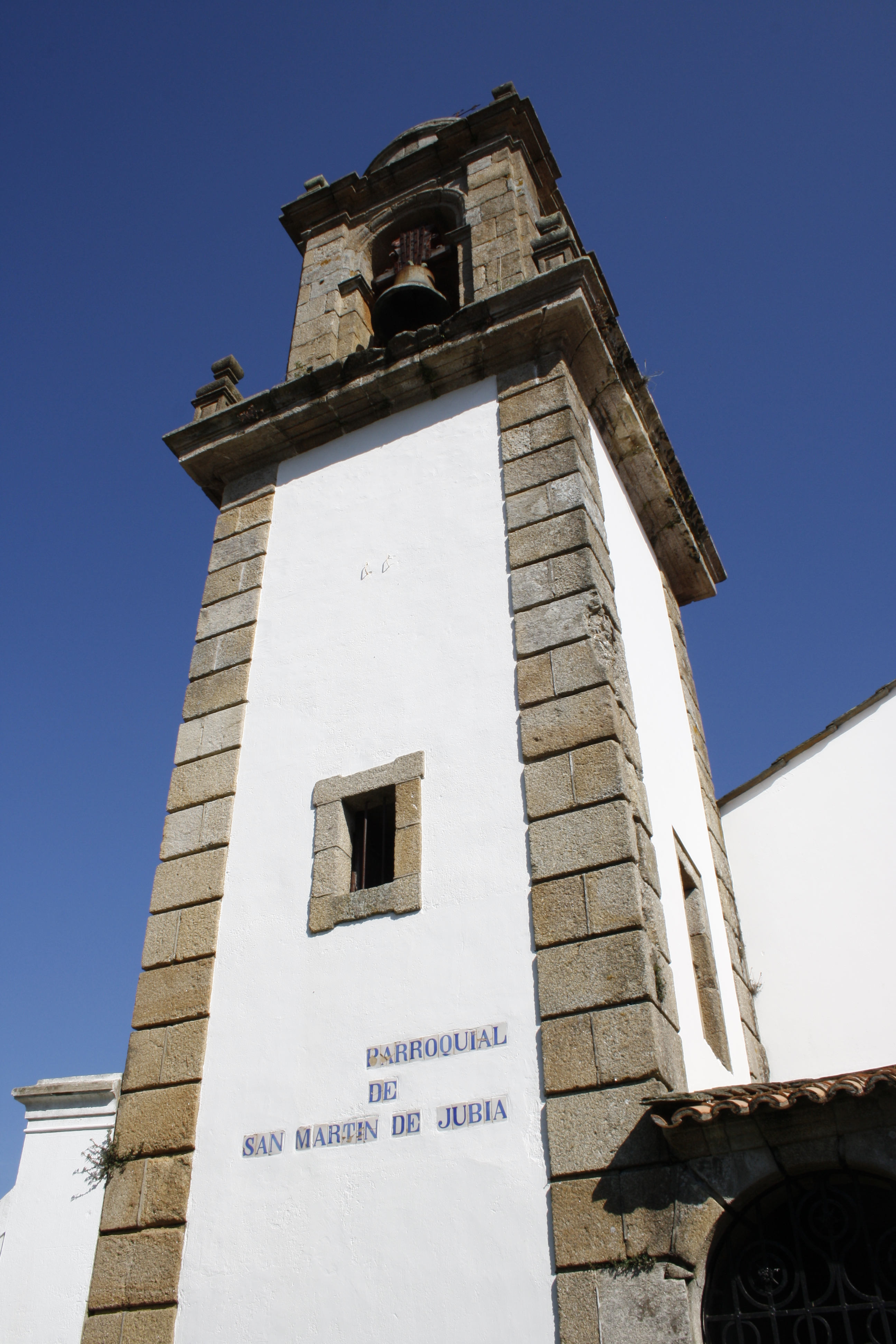
Campanario.
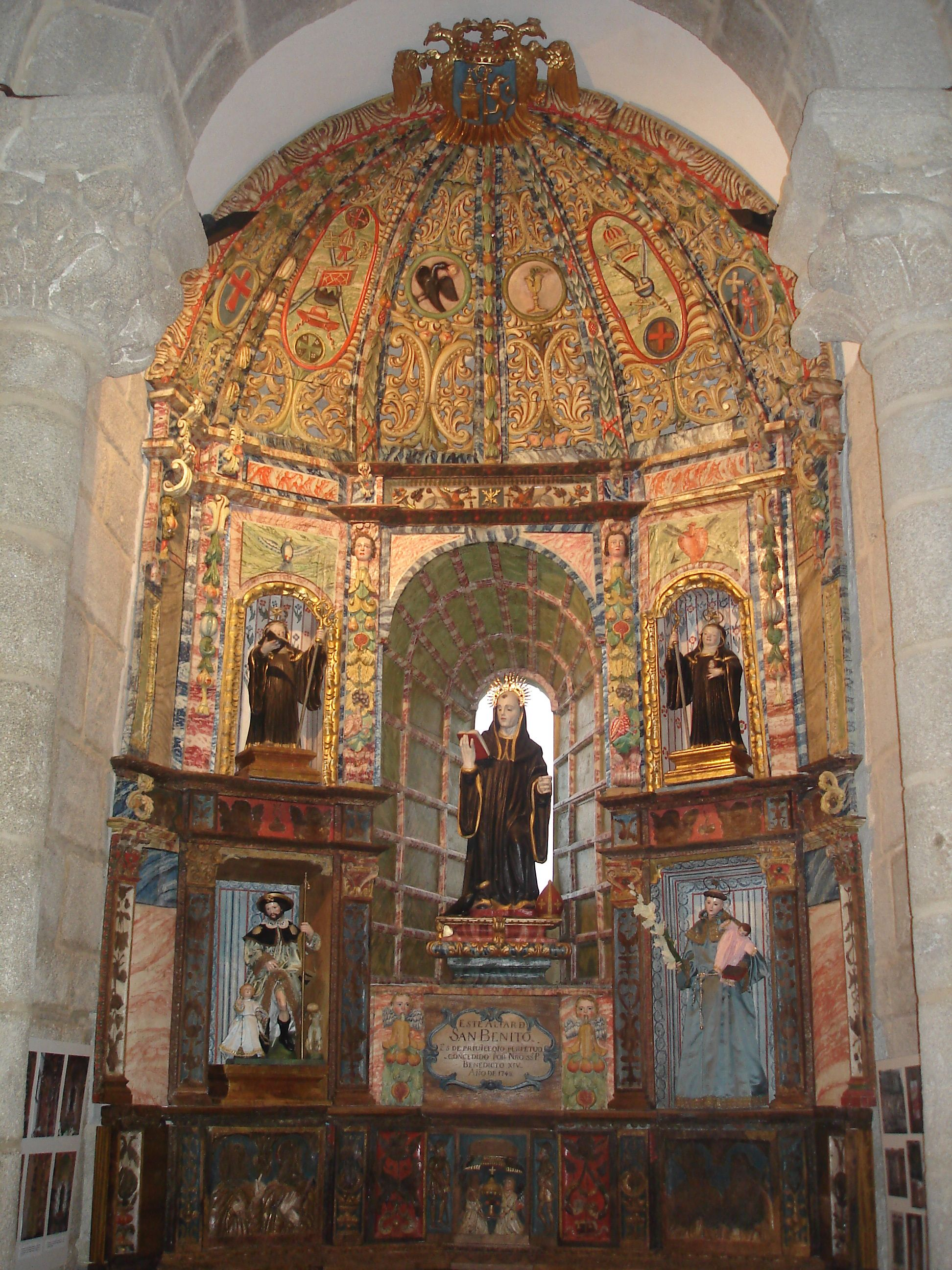
Retablo de San Benito.

## Datos históricos
No se conoce la fecha de su fundación. Arturo Souto Vizoso en su Sinopsis Monográfica del monasterio benedictino de San Martín de Jubia o del Couto, (1981) —atribuía su fundación sin referencia ninguna— a un pequeño grupo de monjes portugueses escapados del monasterio de San Martín de Dumio por razón de moros, sosteniendo este autor también que Bermudo I habría comenzado en el año 789 las obras de reconstrucción del monasterio, tras su destrucción por los moros que —según él sostenía sin soporte documental— habrían ocupado Trasancos. Se sabe que en el año 844 el monasterio de Tartares (topónimo que pudiera ser reduplicación [T]arta[b]ri del antiguo nombre celta Artabri, genérico de la comarca, llamada en la Edad Media "Terra de Trasancos"), fue atacado y destruido por la primera oleada de invasiones vikingas que llegaron a Galicia y fue reconstruido inmediatamente por el duque y obispo Argimiro. La primera historia factográfica del monasterio se debe a fray Felipe Colmenero —nacido en Damil, Ginzo de Limia, el 11 de mayo de 1702—. Elegido prior de Juvia a los 35 años Colmenero fue un original prior ilustrado amigo de fray Martín Sarmiento con quien intercambiaba correspondencia científica: un sábado 8 de agosto de 1745 en su primer viaje a Galicia, Sarmiento consigna:

Priorato de Juvia una legua de Ferrol. Y aquí dormí este domingo, siendo prior el padre Fray Felipe Colmenero. Tiene un cuaderno de pergamino de letra del siglo XIII, que contiene muchas donaciones, y algunas antiquísimas [...]

Colmenero fue uno de los primeros grandes historiadores de la Galicia de la Ilustración, un científico, más que notable, para su tiempo. Su primera obra, el Discurso Histórico sobre el Origen y Fundación del Antiquísimo Monasterio y Abadia (hoy Priorato) de S. Martín de Jubia, (facsímil conservado en el Libro III de Rentas del Priorato, del Archivo del Reino de Galicia) fue publicado en el "Anuario Ferrolano para 1903" con transcripción y notas de Leandro de Saralegui y Medina), realizada únicamente sobre la base de la lectura directa de las fuentes monásticas -una admirable base documental definida por Bisko como "la más importante de la Península de un monasterio de la Orden de Cluny"-, es de las primeras obras factográficas de Galicia. Felipe Colmenero escribe el "Discurso...", con moderna metodología crítica. La segunda monografía "Jubia", fue escrita en el año 1750, y publicada en el Anuario Ferrolano para 1904, en la Imprenta del Correo Gallego editado por Nicolás Fort Roldán. Aunque la obra de Colmenero solo nos llegó parcialmente, sabemos que transcribió el cartulario [-signado en 1992 como Códice 1041B, borrada con alcohol esta signatura sobre la cubierta de piel se rotuló] 1047B, en el AHN. La "Colección diplomática de San Martín de Juvia" - como le llama Santiago Montero Díaz, consta de un cartulario, traslado del siglo XIII de documentos de los siglos X, XI y XII y una unidad, el llamado Códice 64B, también en el AHN formada por pergaminos originales sueltos, en su mayoría escritos en gallego, organizados, cosidos y doblados hasta darle la forma y apariencia de un volumen con páginas de diversas formas y tamaños.
Esta unidad contiene documentos fundamentalmente medievales de los siglos XIV, XV y comienzos del XVI - incluyendo algunos latinos de los siglos X al XIII en su mayoría copiados del mencionado códice 1047B-.
Aunque estos documentos originales latinos del códice 1047 B fueron transcritos varias veces, sin duda por Felipe Colmenero, seguramente por Fray Francisco Vicente García, y de nuevo por el prior Fray Manuel de Puga conservándose su transcripción en el mencionado libro Varios 3º de Jubia (ARG). Existe también en el AHN una copia de 1804 procedente del archivo de San Salvador de Lorenzana. De los documentos en gallego -foros en su mayoría- solo se transcribió uno, pero se hicieron sucintos resúmenes de todos ellos. Estos resúmenes resultaron muy útiles para conocer el contenido de algunos foros, hoy ilegibles. La transcripción definitiva y científica de los documentos latinos del Códice 1041B se debe a Santiago Montero Díaz: “Colección diplomática de San Martín de Jubia (977-1199)”, El Eco Franciscano (Santiago, 1935), 156 páginas. Los documentos gallegos contenidos en el códice 63B fueron transcritos por primera vez por A. Pena Graña, en el segundo volumen de una larga monografía factográfica centrada en este monasterio, publicada en tres tomos por el Ayuntamiento de Narón.
A finales del siglo XI una poderosa familia, destinada a regir el destino del Reino de Galicia, los Froilaz o Petriz, en el siglo XII Condes de Trava (sic) y Trastámara, reside en el monasterio, que es también su panteón familiar, Señaladamente el conde Froila Bermúdez, su hijo el maior inter comites de Galicia y conde de Trava, Pedro Froilaz, y el hijo de este y nieto de aquel, Fernando Pérez de Trava, primer conde de Trastámara.
Pedro Froilaz traspasó el monasterio a Cluny convirtiéndose poco a poco en un verdadero retiro de la alta nobleza, que con sus cobertores de seda y sus halcones de altaneria se abandona al esparcimiento en la ribera del mar.

## Monasterio familiar
Los Froilaz, Petriz o Traba y sus sucesores tenían el derecho de presentación en el monasterio y panteón familiar de Juvia, e instalaban priores entre los segundones de su familia. De hecho el monasterio era un eficaz instrumento para vincular y mantener las propiedades en el peculiar régimen proindiviso celtoatlántico (fintiú) conservado en Galicia como un fósil institucional. Así cuando los priores aforaban a sus parientes grandes propiedades las mejores tierras del monasterio, las cartas de foro que redactaban [], no eran contratos entre abades, o priores, y campesinos — no en Juvia, y no hay motivos para pensar que en otras áreas no sucediese lo mismo—, al contrario, los foros de Juvia [] eran muy eficaces sistemas de vincular bienes raíces de los señores, consolidando la fuerza económica y el poder social de determinadas familias. Así vinculadas desde tiempo inmemorial a una misma base territorial sólida e indivisible, las familias nobles podían mantener consolidada su base territorial en un determinado lugar, mediante esta arcaica institución, un verdadero fósil, nacido en el seno de una asamblea o feira anual en la remota Edad del Hierro [], que permitía mediante la concesión de tierras en precario establecer de lazos de clientela. Los foros de Juvia funcionaban en realidad como verdaderos vínculos, permitiendo mantener en un linaje grandes fundos indivisos, previamente donados a un monasterio familiar, y devueltos, vinculados por tres voces o generaciones a los descendientes del "postromeyro", recomponiendo de nuevo la unidad de la conducta o propiedad aforada el superviviente en cada succesio, el último conductor del foro vivo. Una vez terminado el plazo legal de las tres voces y un determinado número de años, usualmente 29, el fundo retornaba de nuevo al monasterio, volviéndose a aforar en el mismo linaje, por una renta anual, en cualquier caso testimonial.
Este curioso sistema empleado por los caballeros, de usar su monasterio familiar, para vincular su hacianda, explica las ingentes propiedades que, en apariencia, poseía el Monasterio de San Martiño de Juvia, y al mismo tiempo la precariedad de su situación económica en los siglos centrales de la Edad Media -con gran escándalo de los visitadores de la abadía burgundia de la que, en teoría, dependía el Priorato de Juvia tras traspasarlo, el 14 de diciembre de 1113, a la orden de Cluny su propietario el Conde de Trava Don Pedro Froilaz.
A mediados del siglo XIII, el monasterio pasa a realengo, a ser de presentación real, empezando a partir de este momento una presión de los caballeros sobre sus bienes y cotos, especialmente los Andrade que, con el trasfondo de la pérdida de la mayor parte de las libertades en la Terra de Trasancos, se hicieron muy fuertes y poderosos en el siglo XIV, y así en el año 1369 el priorato estaba presionado por Fernán Pérez de Andrade "O Boo", que, contra derecho, lo consideraba una de sus behetríaas. Por estas presiones, al principio del siglo XV el prior envío procuradores al Santo Padre y al Rey, para pedir justicia "[...] de que nos et o dito moesteyro estarmos et estamos forçados et esbullados et desapoderados de algumhas personas grandes et poderosas con que nos nom podiamos nem podemos aver direito em esta Terra [...]"

## Del monasterio a la iglesia
Adosada al muro norte, se construyó en el siglo XIV Gonzalo Esquío, "Ardilla", la Capilla de San Miguel, su panteón familiar, demolido en 1910.
En el año 1963, para el monumento de un caballero (siglo XV) de esta capilla —reza el epígrafe "Aquí jaz Rodrigo Esquio, fillo de Diego Esquio" y de María López—, se construyó un arcosolio funerario a modo de pequeño panteón, usándo materiales del desaparecido claustro románico, y, también de la mencionada capilla un escudo de armas de los Esquio, parlantes, y Mandia , tres bastones y el lebrel, procedentes seguramente de una lauda del entorno de Pedro de Mourelle Esquío de Mandiá.
Cerca de este monasterio estaba la iglesia de Santa María, panteón de los Froilaz, en la que fueron sepultados el conde Froila Bermúdez; y su hijo, el "Almirante dos Portos de Galicia", Bermudo Froilaz. Hoy desaparecida sin dejar más rastro que una inscripción posiblemente de alguna reforma hecha en el año 1062, en una piedra reutilizada en la pared interior del pequeño almacén frente a la fachada principal.
Son muy bellos los capiteles de la iglesia monástica, con motivos vegetales y también figurados como los dos jinetes del capitel izquierdo del ábside de la epístola; y el capitel de la segunda semicolumna de la nave de la epístola con una escena de la Caza Salvaje.
En el exterior destacan la singular elegancia de los altísimos ábsides y los bellísimos canecillos, con representaciones zodiacales, o de reminiscencias celtas como el motivo conocido internacionalmente como Sheela na gig.
La actual torre de las campanas fue construida en el año 1780 y mayoritariamente del siglo XVIII son también las actuales dependencias monásticas. Solo quedan de la primitiva fábrica algunos restos integrados en el muro oriental.
En 1835 Mendizábal decreta la desamortización y Juvia (Xuvia) se convierte en iglesia parroquial.